# Гласнер, Оливер
Оливер Гласнер (нем. Oliver Glasner; род. 28 августа 1974[…], Зальцбург) — австрийский футболист и футбольный тренер. Главный тренер клуба «Кристал Пэлас».

## Карьера игрока
В 18 лет Оливер Гласнер начал футбольную карьеру в австрийском клубе «Рид». Спустя три года в составе клуба Гласнер поднялся в первый дивизион чемпионата и дебютировал там. В сезоне 1997/98 он выиграл с командой Кубок Австрии. В сезоне 2003/04 Гласнер перешёл в другой австрийский клуб — ЛАСК. Но через год снова вернулся в «Рид», за который всего провёл за свою карьеру 516 матчей и забил 27 голов.

## Карьера тренера
В январе 2012 года Оливер Гласнер стал помощником главного тренера «Ред Булла» из Зальцбурга Рогера Шмидта. В сезоне 2014/15 стал главным тренером своего первого клуба «Рид». 25 мая 2015 года стало известно, что Гласнер станет главным тренером и спортивным директором австрийского клуба ЛАСК, цвета которого защищал игроком.
В сезоне 2019/20 Гласнер стал тренером клуба немецкой Бундеслиги «Вольфсбург», подписав контракт до 30 июня 2022 года.
В сезоне 2021/22 стал главным тренером клуба «Айнтрахт Франкфурт» из немецкой Бундеслиги. В сезоне 2021/22 выиграл Лигу Европы.
19 февраля 2024 года стал главным тренером английского клуба «Кристал Пэлас». В сезоне 2024/25 привёл клуб к первому крупному трофею — Кубку Англии. Перед стартом сезона 2025/26 завоевал первый в истории «Кристал Пэлас» Суперкубок Англии.

## Достижения

### Игровые
«Рид»
- Обладатель Кубка Австрии: 1997/98, 2010/11

### Тренерские
«Айнтрахт»
- Победитель Лиги Европы УЕФА: 2021/22

«Кристал Пэлас»
- Обладатель Кубка Англии: 2024/25
- Обладатель Суперкубка Англии: 2025

## Тренерская статистика
Тренерская статистика обновлена по состоянию на 17 августа 2025 года
| Команда              | Начало работы   | Завершение работы | Показатели | Показатели | Показатели | Показатели | Показатели |
| Команда              | Начало работы   | Завершение работы | И          | В          | Н          | П          | % побед    |
| -------------------- | --------------- | ----------------- | ---------- | ---------- | ---------- | ---------- | ---------- |
| Рид                  | 1 июня 2014     | 25 мая 2015       | 37         | 13         | 7          | 17         | 035,14     |
| ЛАСК                 | 1 июня 2015     | 30 июня 2019      | 161        | 96         | 29         | 36         | 059,63     |
| Вольфсбург           | 1 июля 2019     | 30 июня 2021      | 87         | 41         | 22         | 24         | 047,13     |
| Айнтрахт (Франкфурт) | 1 июля 2021     | 30 июня 2023      | 97         | 39         | 29         | 29         | 040,21     |
| Кристал Пэлас        | 19 февраля 2024 |                   | 63         | 29         | 19         | 15         | 046,03     |
| Итого                | Итого           | Итого             | 445        | 218        | 106        | 121        | 048,99     |